# Vellingen
Die Ortschaft Vellingen ist ein Ortsteil der Gemeinde Lindlar im Oberbergischen Kreis im Regierungsbezirk Köln in Nordrhein-Westfalen (Deutschland).

## Lage und Beschreibung
Vellingen liegt südwestlich von Lindlar an der Kreuzung der L299 und L84 am Lennefer Bach. Nachbarorte sind Kepplermühle, Wurtscheid, Unterbergscheid und Hohkeppel.

## Geschichte
Vellingen wurde bereits im Jahre 958 urkundlich erwähnt. In der Urkunde übertrugen die Brüder Waldfrid und Humfrid ihren Besitz in und um Hohkeppel dem Kölner St. Servinstift. Das Gut Vellingen gehörte als Lehngut zu der Schenkung. Es wurde als velegen bezeichnet, der Name leitet sich von „vele“, dem Sumpfwald, ab.
Im 14. Jahrhundert kam es zu Auseinandersetzungen zwischen Lindlar und Hohkeppel wegen des Zehnten. Folge dieses Streites war, dass um das Jahr 1400 Hohkeppel kirchenrechtlich von der Pfarre Lindlar abgetrennt wurde. Die neue Pfarre Hohkeppel umfasste die Honschaften Tüschen und Vellingen. Zur Honschaft Vellingen im Kirchspiel Hohkeppel gehörten die Orte Kartenlennefe, Müllerslennefe, Leienhöhe, Köttingen, Steg, zur Mühle, Vellingen, Viersiefen, Reybach, Frielinghausen, Westen, Hohkeppel, Griessiefen, Burg, Hove, Krähsiefen, Klingerath, Buchen und Busch.
Im Mittelalter unterstand der Hof zu Vellingen dem Rentmeister von Georghausen.
In Vellingen stand einige Jahrhunderte lang eine Mehlmühle, ferner entstand im 18. Jahrhundert ein Eisenhammer.
1830 wurde in der „Topographisch-Statistischen Beschreibung der Königlich-Preußischen Rheinprovinz“ vermerkt: „Halfens-Vellingen mit 1 Mühle und 15 Einwohnern“.
Aufgrund § 10 und § 14 des Köln-Gesetzes wurde 1975 die Gemeinde Hohkeppel aufgelöst und umfangreiche Teile in Lindlar eingemeindet. Darunter auch Vellingen.

## Sehenswürdigkeiten
- Fachwerkhaus aus dem 18. Jahrhundert
- Baudenkmal Wegekreuz Vellingen 2 (1730)
- Baudenkmal Wegekreuz Vellingen 12a
- Wegekreuz bei Botenvellingen 14
- alte Schmiede
- alte Mühle (Vellinger Mühle (1903))[3][4]

## Busverbindungen
Haltestelle Vellingen:
- 398 Lindlar – Hohkeppel – Schmitzhöhe Schule→(TaxiBus und Schulbus)
- 402 Untereschbach – Hohkeppel – Lindlar – Linde – Kürten Schulzentrum (KWS, Schultbus)

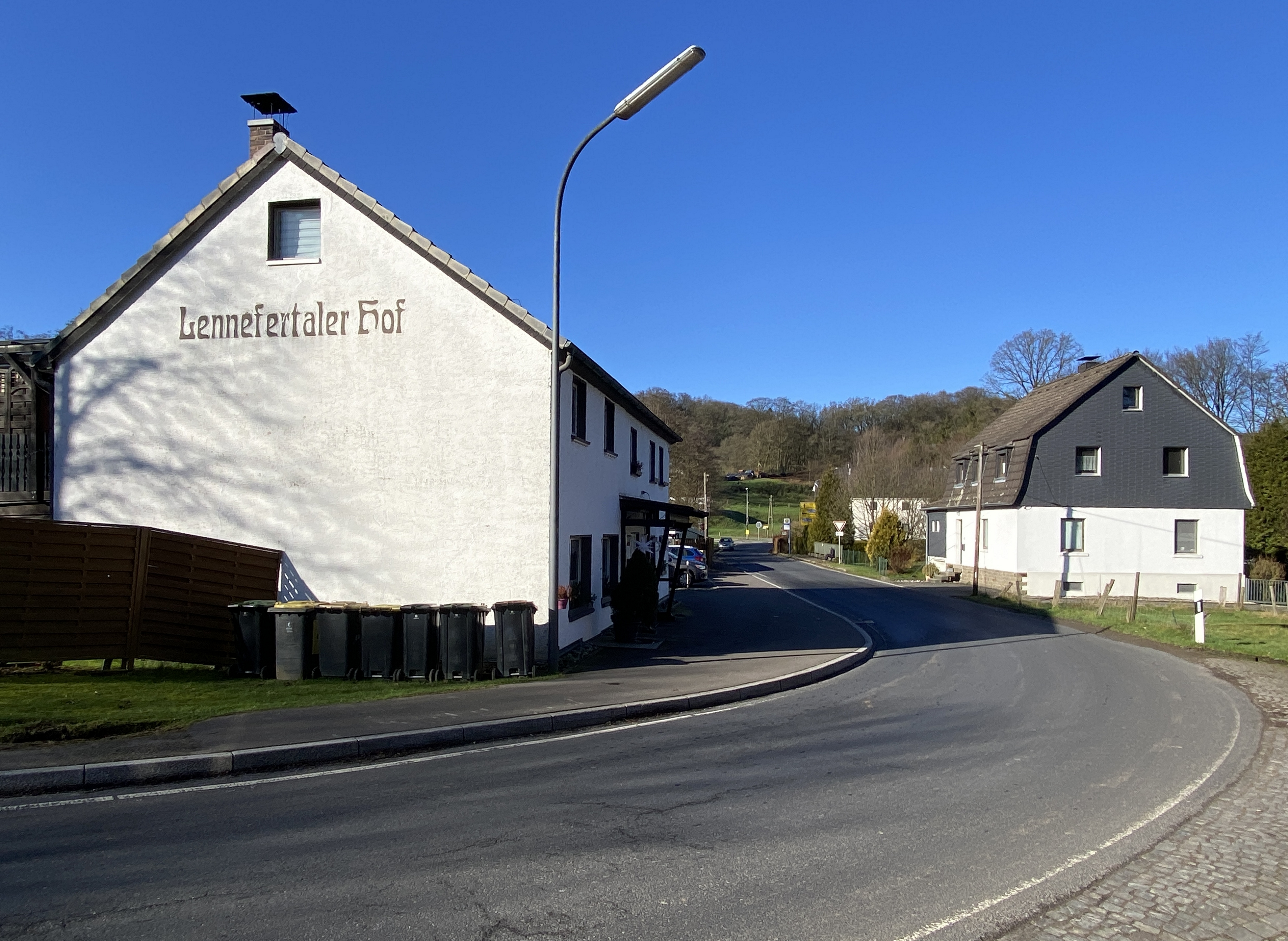
Lennefetaler Hof – Vellingen
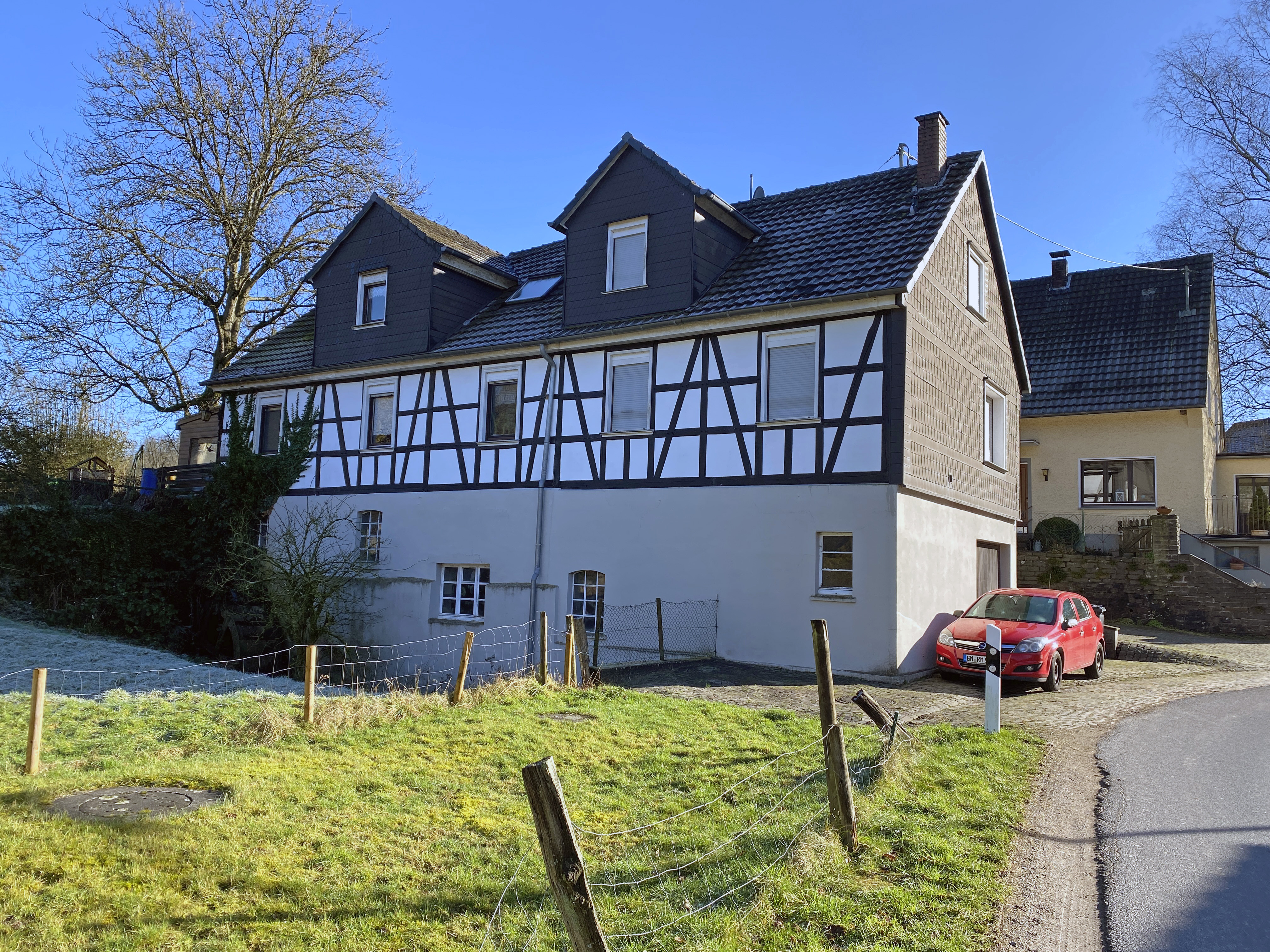
Vellinger Mühle (1903)
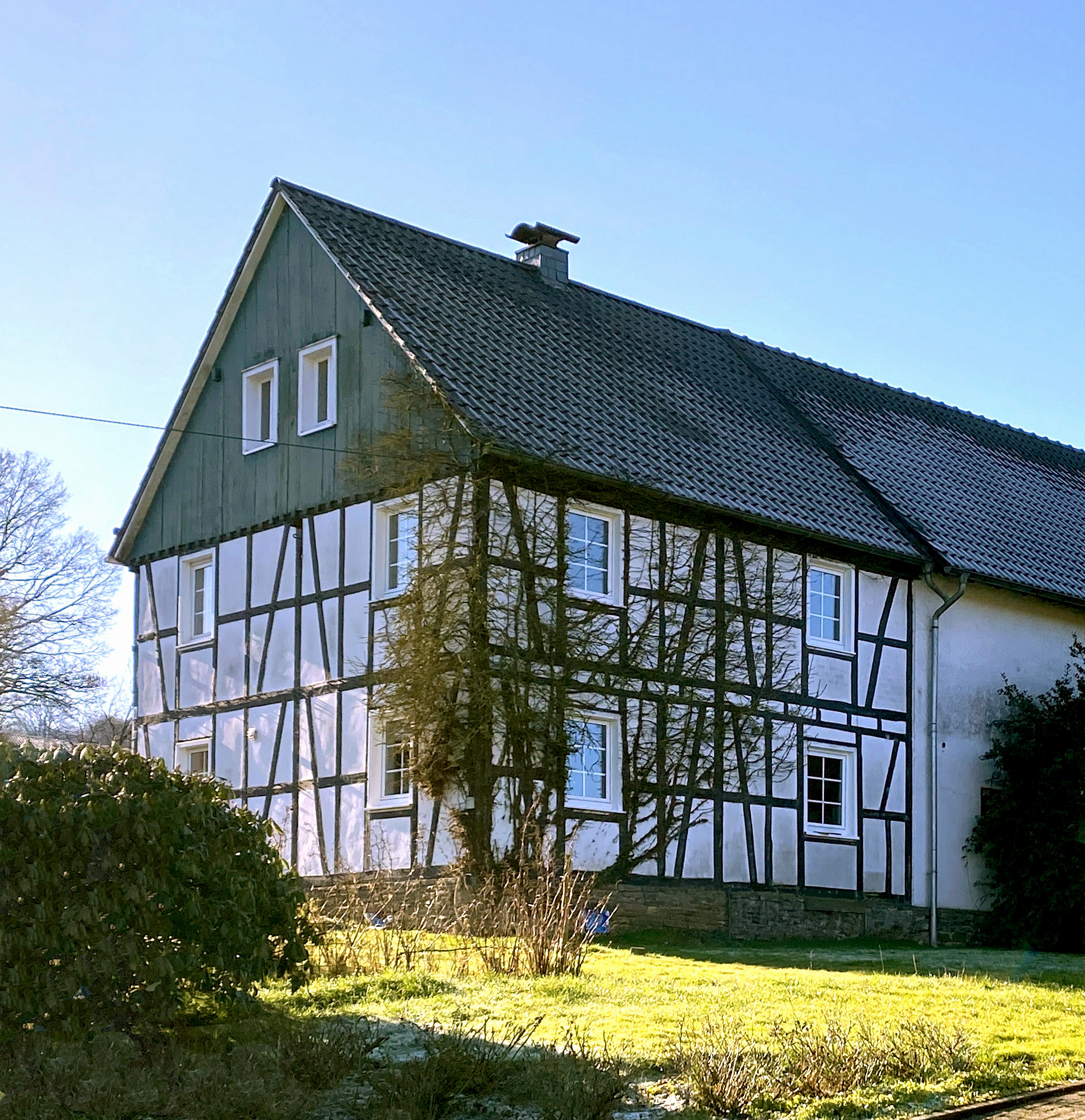
Fachwerkhof Vellingen 12
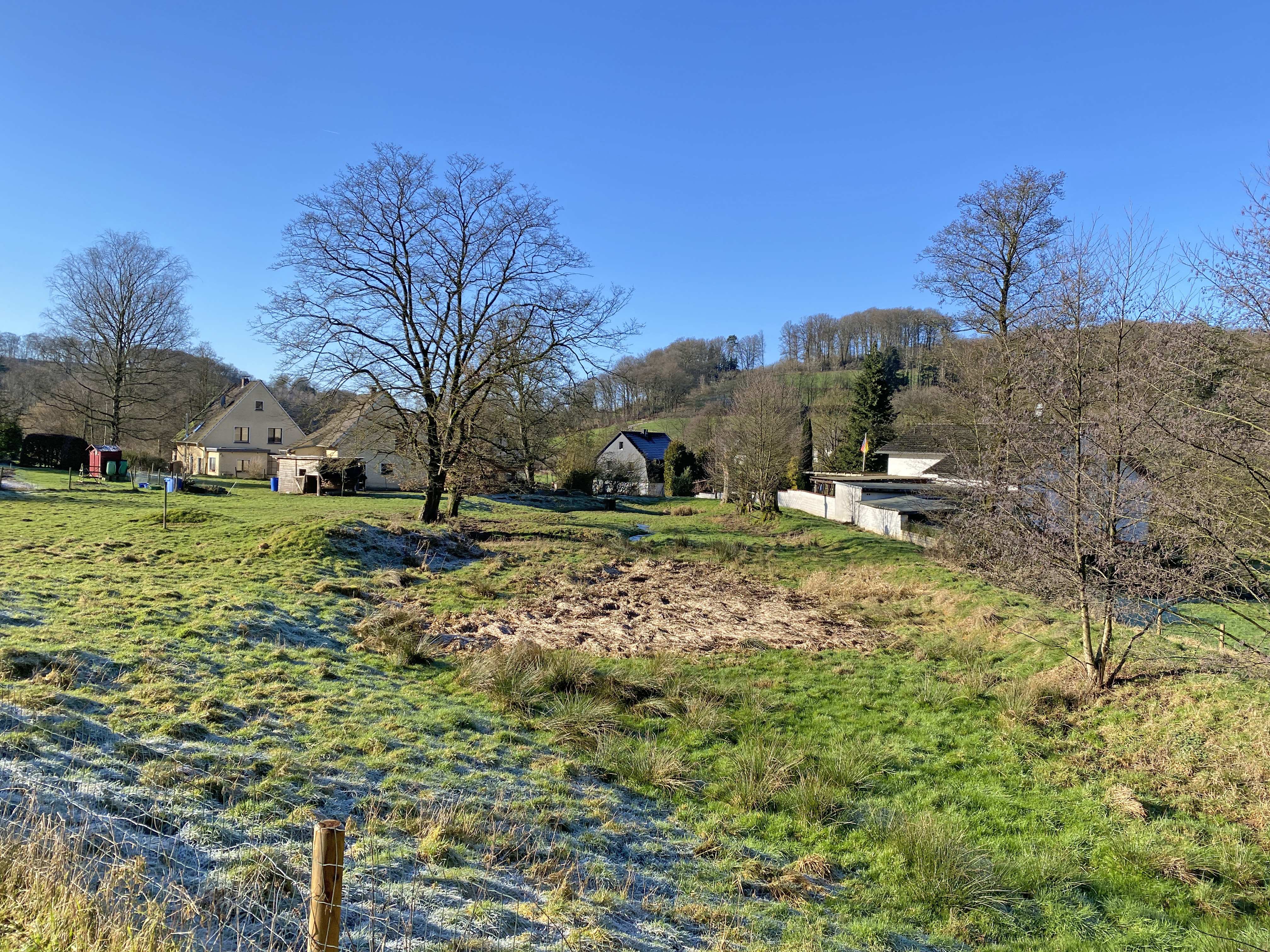
Vellingen – ehem. Mühlenteich
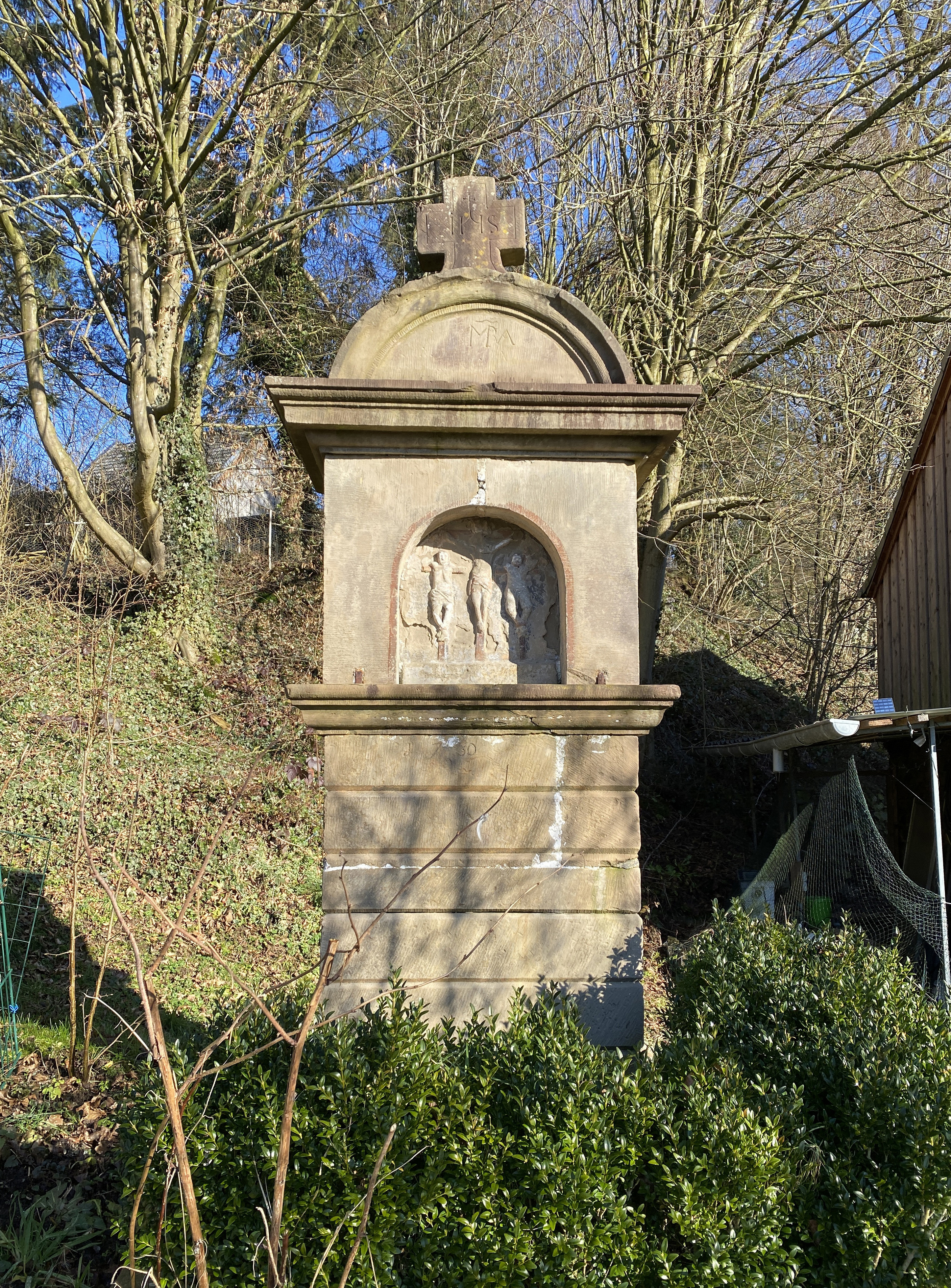
Wegekreuz Vellingen 2
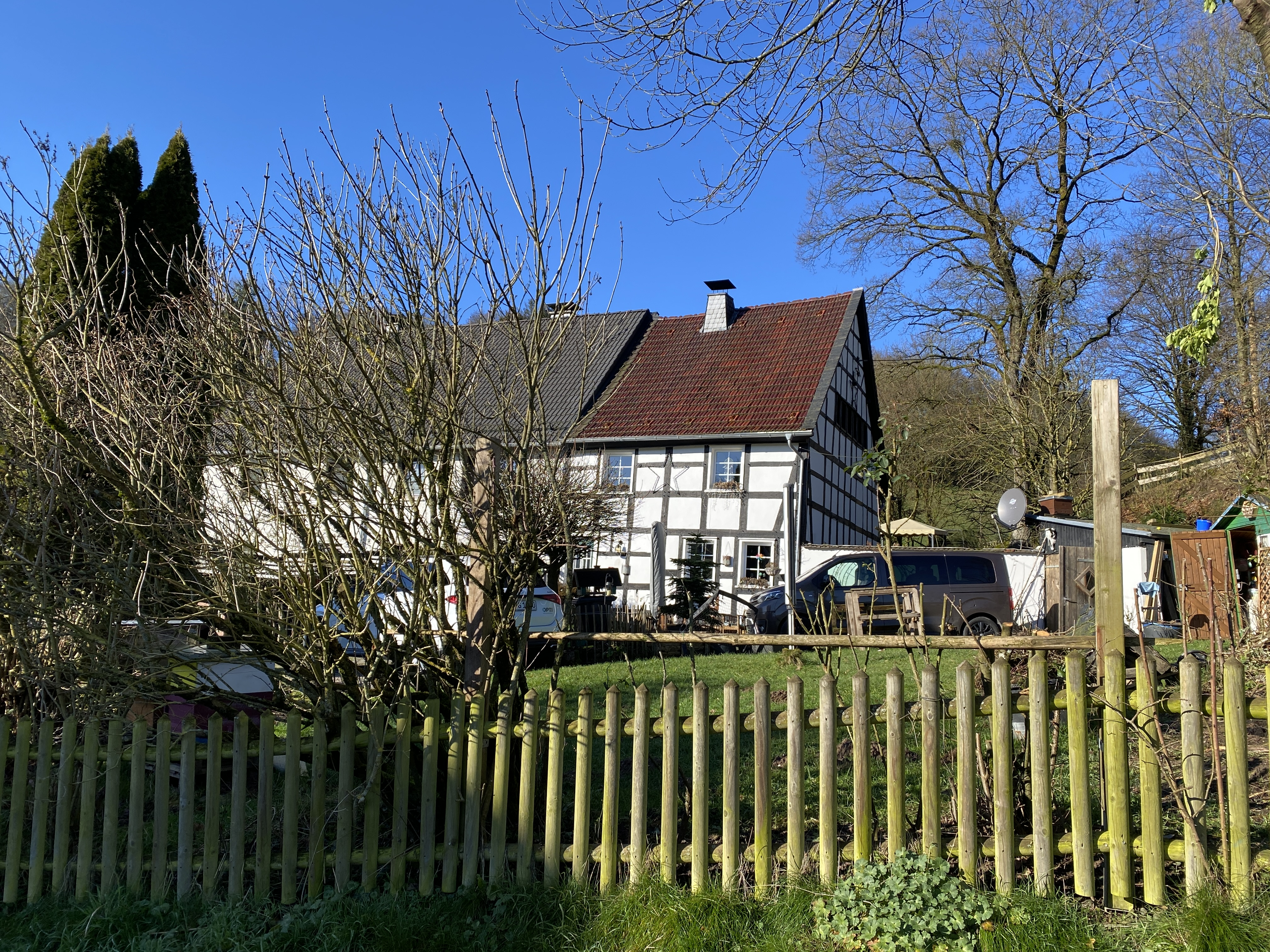
Botenvellingen 2/4/6